# Передовая (Гомельская область)
Передовая (бел. Перадавая) (до 30 июля 1964 года застенок Дубрава) — деревня в Поболовском сельсовете Рогачёвского района Гомельской области Беларуси.

## География

### Расположение
В 23 км на юго-запад от районного центра и железнодорожной станции Рогачёв (на линии Могилёв — Жлобин), 144 км от Гомеля.

## Транспортная сеть
Транспортные связи по просёлочной, затем автомобильной дороге Бобруйск — Гомель. Планировка состоит из криволинейной широтной улицы, к которой на востоке присоединяется короткая прямолинейная улица меридиональной ориентации. Застройка двусторонняя, деревянная, усадебного типа.

## История
Основана в начале XX века переселенцами из соседних деревень. Наиболее активная застройка велась в 1920-е годы. В 1931 году организован колхоз «Красная Армия», работали кузница и шерсточесальня. Во время Великой Отечественной войны 23 жителя погибли на фронте. В составе колхоза «Красная Армия» (центр — деревня Остров).

## Население

### Численность
- 2004 год — 50 хозяйств, 102 жителя.

### Динамика
- 2004 год — 50 хозяйств, 102 жителя.